# Епепељуга
„Епепељуга” је југословенски и српски ТВ филм из 1989. године. Режирао га је Зоран Амар који је написао и сценарио.

## Улоге
| Глумац               | Улога |
| -------------------- | ----- |
| Горан Беланчевић     |       |
| Бранимир Брстина     |       |
| Милутин Мима Караџић |       |
| Милутин Мићовић      |       |
| Миленко Павлов       |       |
| Маја Сабљић          |       |